# Riba de Mouro
Riba de Mouro es una freguesia portuguesa del concelho de Monção, en el distrito de Viana do Castelo, con 13,94 km² de superficie y 964 habitantes (2011) distribuidos en veintidós núcleos de población. Su densidad de población es de 69.2 hab/km².
Situada en el extremo oriental del concelho de Monção, a unos 20 km de su cabecera, el territorio de la freguesia se asienta en las estribaciones de la sierra de Peneda o de Soajo y es atravesado por el río Mouro que le da el nombre. Perteneció al concelho de Valadares hasta la supresión de este en 1855.